# Солдатська медаль (США)
Солда́тська меда́ль а́рмії США (від англ. Soldier's Medal) — військова нагорода армії США.
Дану медаль затверджено Актом Конгресу від 2 липня 1926 року.
Автор дизайну і скульптор - Гаетано Чечере (Gaetano Cecere).
Медаль призначена для нагородження військовослужбовців будь-якого військового звання, які вчинили героїчний вчинок в небойовій обстановці.
Медаль являє собою восьмикутник 1 3/8 дюйма з зображенням орла з піднятими крилами, що сидить на ликторських фасціях. По обидва боки від орла розміщуються дві групи зірок в кількості шести та семи штук. Над лівою групою з шести зірок зображена тонка лаврова гілка.

На реверсі медалі зображено щит, обрамлений двома густими лавровими та дубовими гілками, на який накладено літери US, які розміщено у центрі. Поверх восьмикутника зроблено напис «SOLDIER`S MEDAL» і нижче - «FOR VALOR». У нижній частині реверса місце для гравіювання імені нагородженого.